# Ан-325
Ан-325 — проект эволюции Ан-225, разработанный с целью вывода космических аппаратов различного назначения на круговые, эллиптические и другие орбиты, включая геостационарную.
Ан-325 предполагалось использовать как неотъемлемую часть авиационного космического ракетного комплекса «Свитязь», который согласно проекту состоит из самолёта-носителя и установленной на нём ракеты-носителя.
Ещё одним отличием от Ан-225 является наличие 8 двигателей вместо 6 (две пары соединены).

## История создания
Идея разработки Ан-325 возникла в 1980-х во время космической гонки. Главным назначением самолёта должно было стать использование как стартовой площадки для запуска космической ракеты.
Ан-325 спроектировали на базе Ан-225, увеличив размеры и дополнив дополнительным отсеком для авиационного топлива. В связи с преобладанием объёма способного к транспортировке горючего над его весом, Ан-325 был укомплектован соответствующими креплениями на фюзеляже для транспортировки внешнего бака.